# Sarracenia minor
Sarracenia minor (лат.) — вид насекомоядных растений рода Саррацения (Sarracenia), семейства Саррацениевые (Sarraceniaceae), произрастающий на территории США.

## Название
Родовое латинское название дано в честь Мишеля Сарразена — канадского хирурга, врача, учёного и естествоиспытателя.
Видовой латинский эпитет minor переводится как «малый» или «меньший».

## Описание
Растения формируют плотные куртины с корневищами диаметром 1-2 см. Кувшины являются прямостоячими и стойкими, появляются задолго до цветения и остаются в той же форме в течение всего лета. Они зеленые или с красными пятнами, с круглыми белыми ареолами вокруг отверстия. Обычно у них есть румянец красноватого пигмента в ткани, окружающей белые ареолы. Кувшины имеют длину от 12 до 45 см (иногда до 100 см) и толстые, твердые поверхности, которые могут быть голыми или редко и неравномерно коротко опушенными снаружи. Крылья шириной от 1 до 3 см. Отверстие кувшина имеет сильно треугольно-яйцевидную форму диаметром от 1 до 3 см. Кайма вокруг отверстия ярко-красная и сильно закруглена, без вмятины дистальнее крыла. Капюшон кувшина является сильно выпуклым и дугообразно загнутым в осевом направлении, плотно прикрывающим отверстие. Он может быть зеленым, румяным бронзово-красным или иметь бронзово-красные прожилки, и не имеет белых ареол. Капюшон широкояйцевидной формы, не волнистый, длиной примерно равной ширине и имеет непрерывное основание с трубкой, не образующей шейку. Апикулюм капюшона имеет 1 мм размер и адаксиальная поверхность может быть голой или иметь волоски до 0,5 мм. Филлодии отсутствуют. Черешки длиной от 12 до 55 см, короче самых длинных кувшинов. Прицветники имеют размер от 0,5 до 1,2 см и иногда чередуются в пределах 1 см от чашелистиков и не прижаты к ним. 

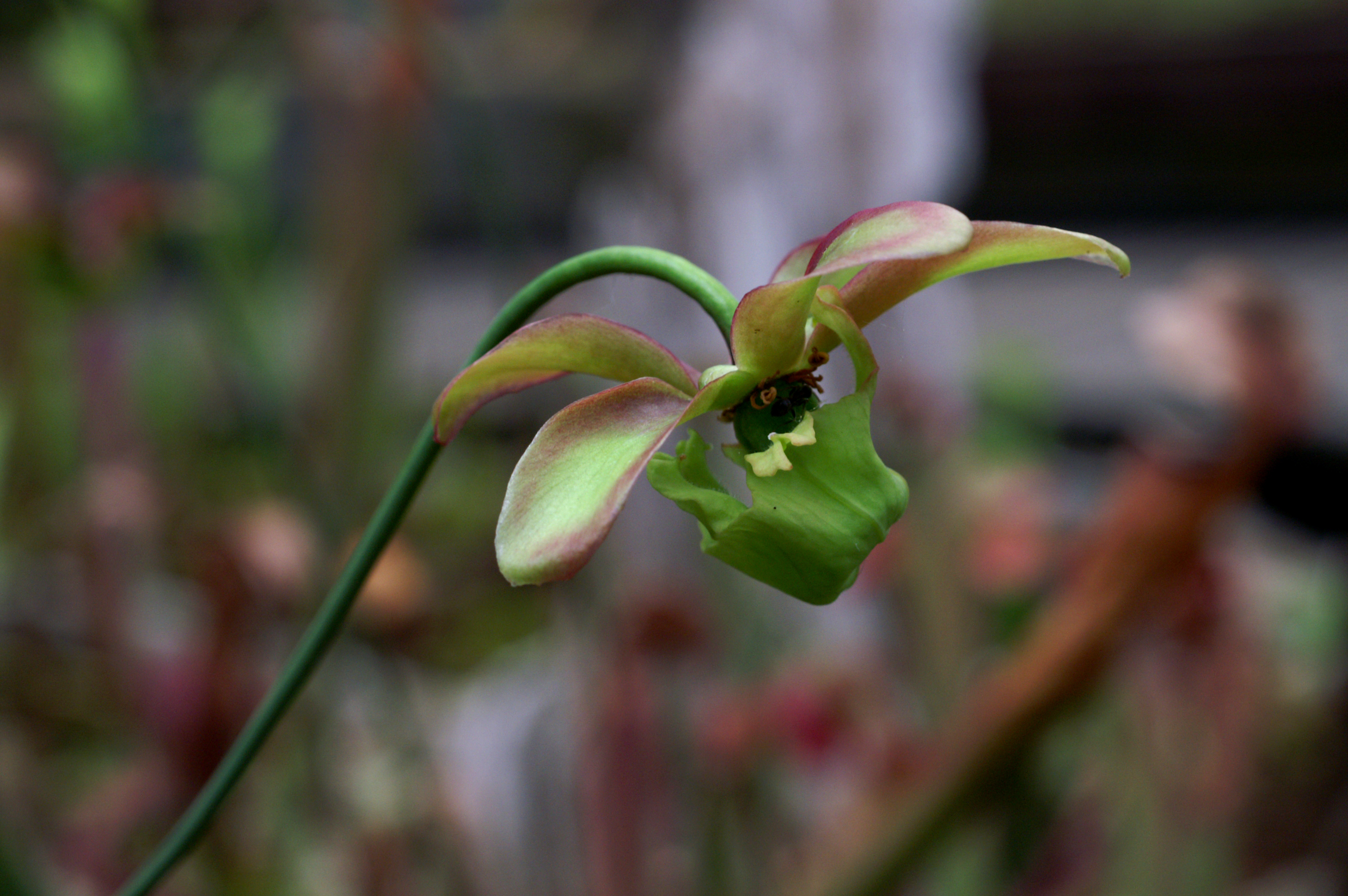
Цветок

Цветки лишены запаха или имеют слабый аромат. Чашелистики желтовато-зеленые и имеют размер от 1,5 до 3,5 см в длину и ширину. Лепестки желтые, с узко-обратнояйцевидной дистальной частью размером от 3 до 5 см в длину и от 1 до 3 см в ширину. Края лепестков цельнокрайние. Диск бледно-желтый и имеет диаметр от 2,5 до 4,5 см. Плод представляет собой коробочку диаметром от 0,8 до 1,8 см, а семена имеют размер от 1,1 до 1,3 мм.
Количество хромосом 2n = 26.
Цветение происходит в период с марта по май.

## Распространение и экология
Растения произрастают на влажных сосновых равнинах, обочинах дорог, а также на плавучих торфяных матах. Их ареал распространения охватывает Флориду, Джорджию, Северную Каролину и Южную Каролину. Растения встречаются на высотах от 0 до 90 метров.
Sarracenia minor является характерным видом рода, отличающимся своими полупрозрачными пятнами и сильно изогнутыми капюшонами. Этот вид легко идентифицируется на всем своем ареале, который простирается от юго-востока Северной Каролины до округа Окичоби во Флориде, а также на юго-востоке Джорджии и округе Галф во Флориде. Sarracenia minor способен расти в самых засушливых и влажных местах среди других видов рода саррацения. Он также более толерантен к тени, чем большинство других видов.
Муравьи часто являются особыми посетителями Sarracenia minor. Они взбираются по краю капюшона, чтобы достать нектар из края отверстия и привлекаются внутрь кувшина полупрозрачными ареолами.

## Таксономия

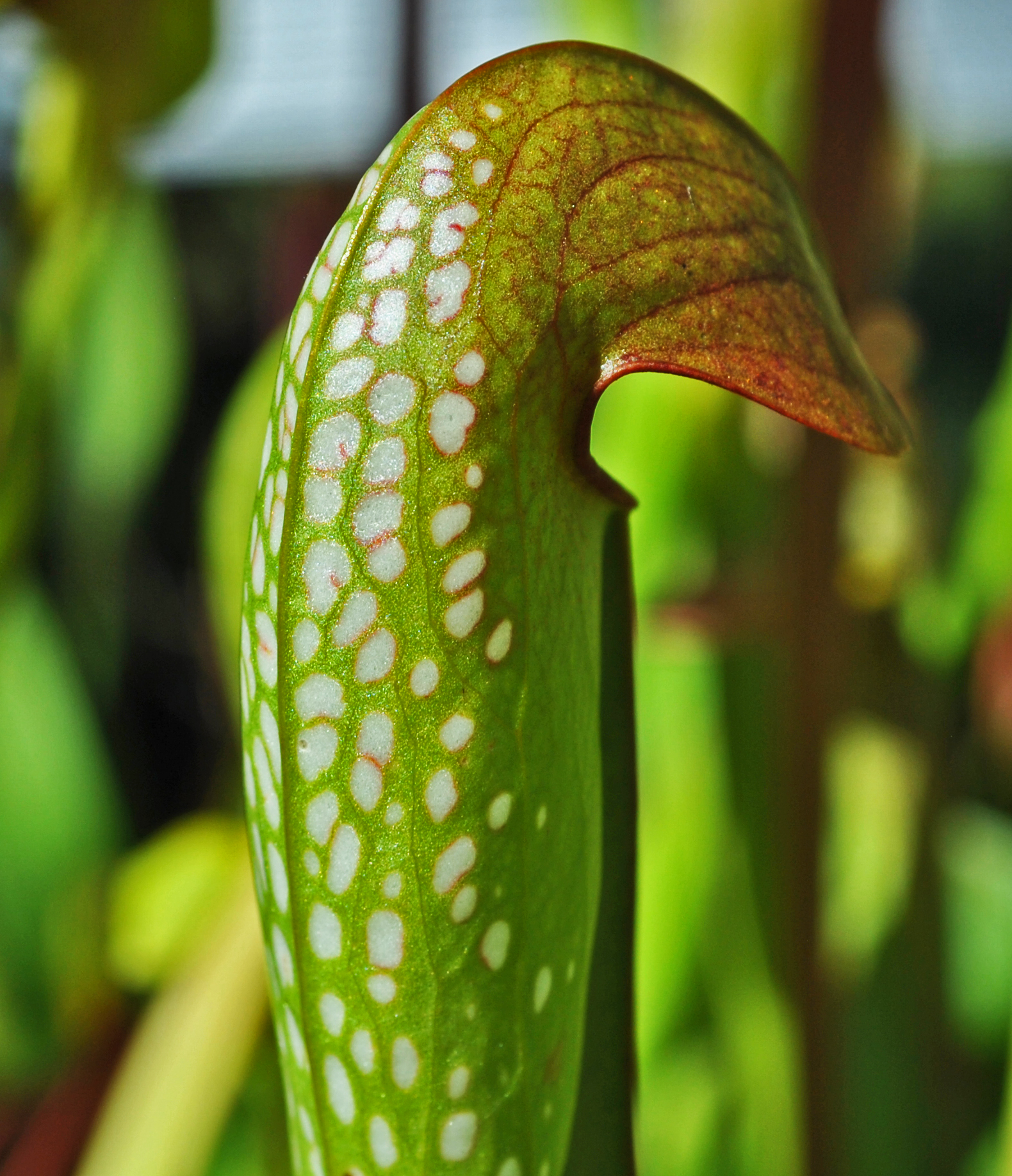
Полупрозрачные пятна и сильно изогнутый капюшон

Sarracenia minor Walter, первое упоминание Fl. Carol.: 153 (1788).

### Синонимы
Гетеротипные (основанные на разных номенклатурных типах):
- Sarracenia adunca Sm. (1805)
- Sarracenia adunca Raf. (1840), nom. illeg.
- Sarracenia lacunosa W.Bartram (1794)
- Sarracenia lutea R.M.Harper (1903)
- Sarracenia minor var. okefenokeensis D.E.Schnell (2002)
- Sarracenia minor f. viridescens S.McPherson & D.E.Schnell (2011)
- Sarracenia variolaris Michx. (1803)